# Privatlån
Privatlån är ett lån utan säkerhet som är avsett för konsumtion. Traditionellt har lån utan säkerhet kallats för blancolån, men i dag väljer många banker och långivare i stället att i marknadsföring till privatpersoner använda termen privatlån. Denna beteckning understryker att lånet är avsett för konsumtion, till exempel köp av bil, renoveringar eller för att samla dyra smålån och krediter.
Ett vanligt privatlån har normalt en storlek på mellan 5 000 kr och 600 000 kr. På grund av att bankerna tar större risk vid att ge ett lån utan säkerhet är dessa lån normalt sett dyrare än vanliga lån med pant, som bostadslån och billån. Vanlig effektiv ränta varierar normalt mellan 5 procent och 20 procent, men kan ibland nå upp till hundratals procent. Från och med den 1 mars 2025 är taket för högkostnadskrediter maximalt 20 procentenheter högre än referensräntan.
Återbetalning av lånet görs vanligen genom delbetalningar som kallas för amortering. För att få låna pengarna måste man dessutom betala ränta och ofta också olika avgifter till exempel uppläggningsavgift och aviseringsavgift. Ränta och avgifter är rena kostnader och fungerar inte som någon återbetalning på lånet. De täcker bankens kostnader för upplåning och administration samt bankens vinst.

## Kreditlagstiftning
Lagen om högkostnadskrediter infördes den 1 september 2018 och omfattar såväl företag som privatpersoner. 

### Räntetak
Ett nytt begrepp, högkostnadskredit, infördes i lagen. En högkostnadskredit är en kredit, ett lån, med effektiv ränta som uppgår till referensräntan plus 30 procentenheter. Hösten 2019 innebär det i praktiken en effektiv ränta på minst 30 procent. De största förändringarna i lagen är att det införs ett räntetak och ett kostnadstak. 

### Kreditprövning
Enligt lag måste numera högkostnadskrediter föregås av en prövning av de ekonomiska förutsättningarna hos konsumenten. Den föregående lagen om att krediter med kort löptid inte omfattades av detta fungerar alltså inte längre.

### Marknadsföring
Vid marknadsföring av en högkostnadskredit måste kreditgivaren informera om att det är en högkostnadskredit. Kreditgivaren måste också informera om riskerna med skuldsättning samt var konsumenten kan få stöd i budget- och skuldfrågor.
Skulle en kreditgivare ta ut avgifter i strid med 18 § konsumentkreditlagen, kan Konsumentombudsmannen (KO) med stöd av lag om avtalsvillkor i konsumentförhållanden (1994:1512)  förbjuda kredittagaren vid vite att ta ut sådan avgifter.

### Lagändringsförslag
Den 30 augusti 2024 beslutade regeringen om en lagrådsremiss med förslag som syftar till att motverka riskfylld kreditgivning och att enskilda blir överskuldsatta genom att beviljas lån som de inte kan betala tillbaka. Lagändringarna trädde i kraft den 1 mars 2025.